# Hanson Robotics
Hanson Robotics Limited — гонконгская частная компания, специализирующаяся в области робототехники (прежде всего андроидов) и искусственного интеллекта. Основана Дэвидом Хэнсоном в 2007 году, штаб-квартира расположена в Гонконгском научном парке.
Компания является членом Американской ассоциации содействия развитию науки, Общества оптики и фотоники, Общества визуальных наук и Ассоциации содействия развитию искусственного интеллекта. 

## История

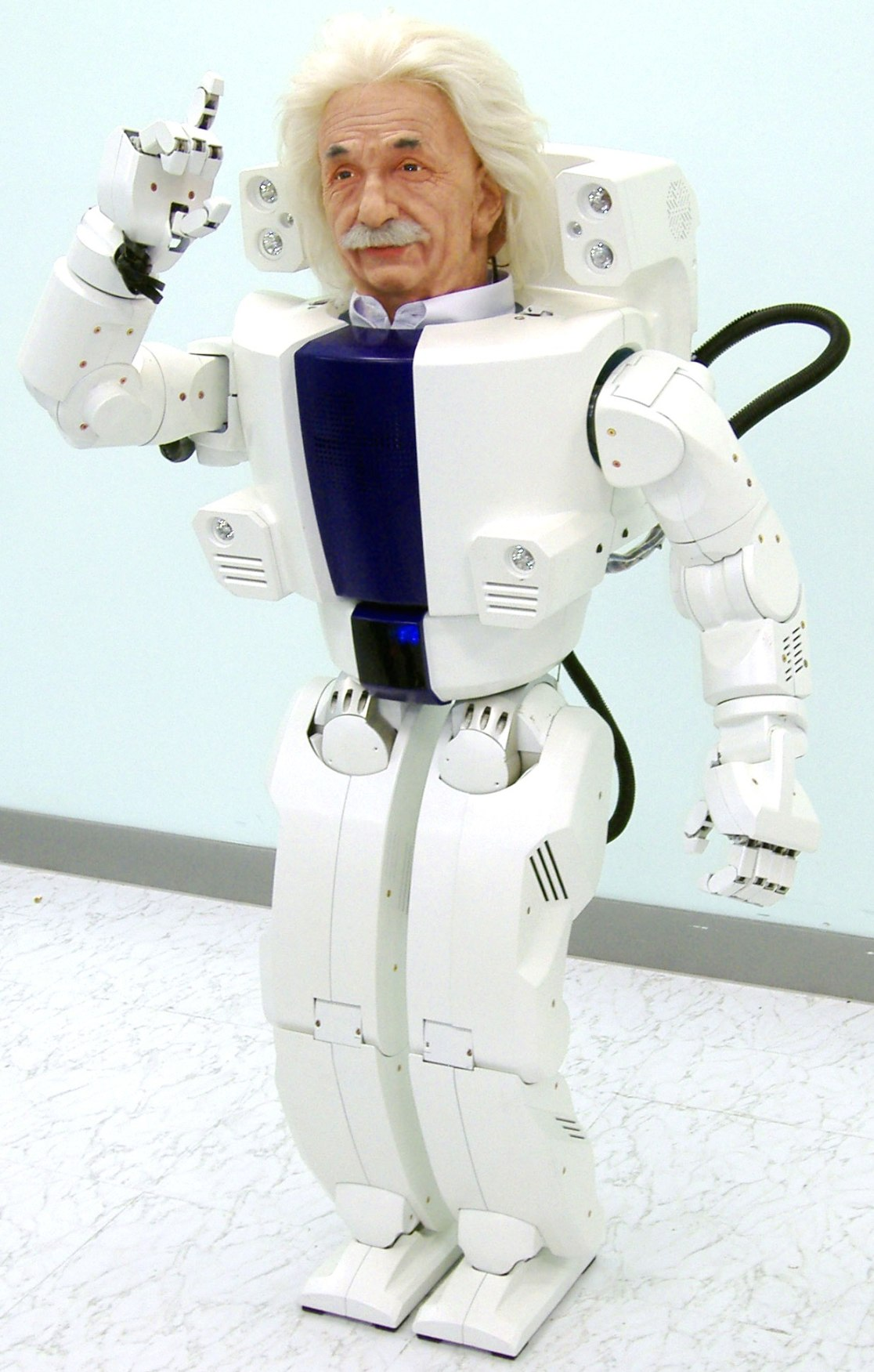
Albert HUBO

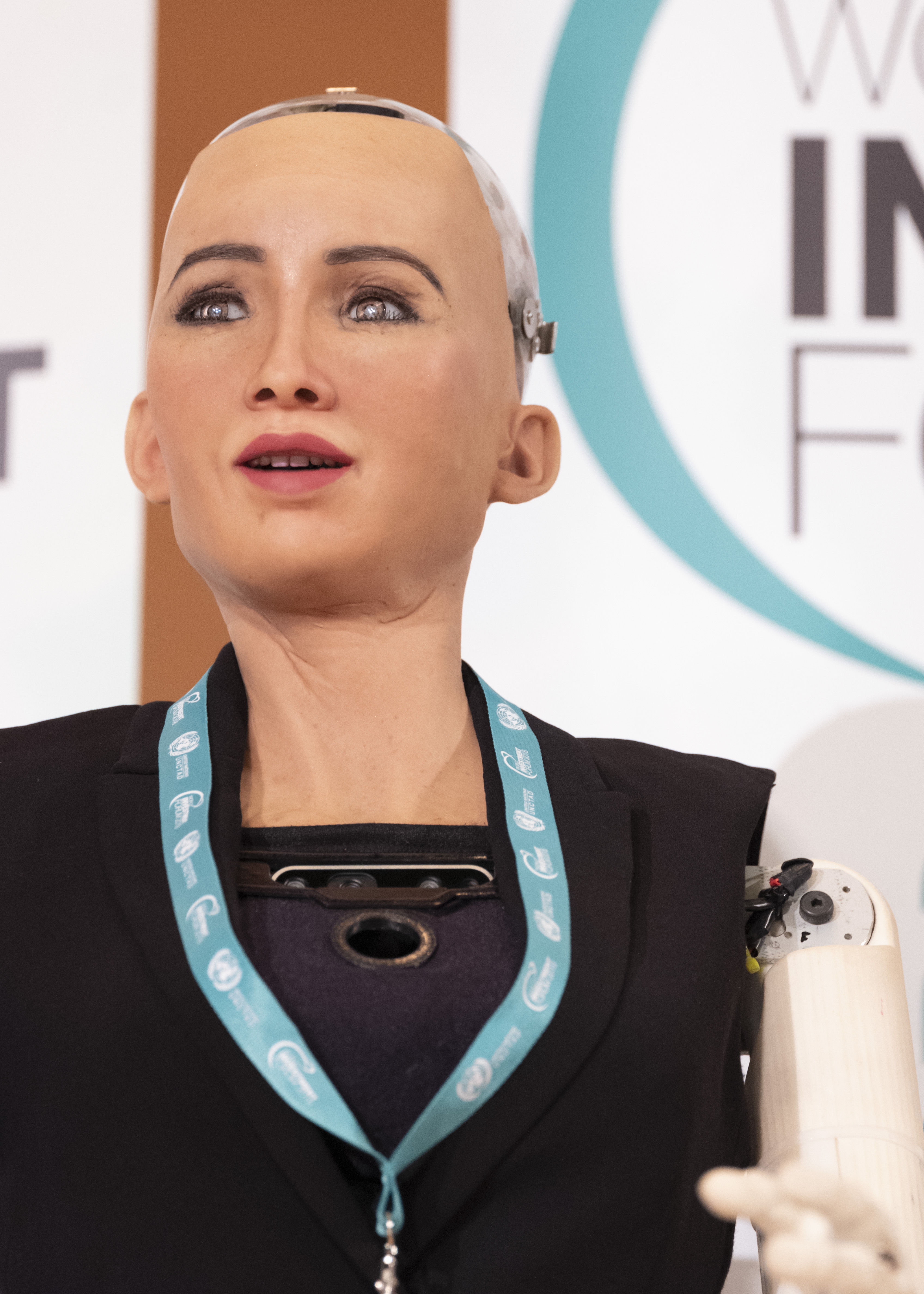
Sophia

Дэвид Хэнсон родился в 1969 году в Техасе, начинал скульптором в компании Walt Disney Imagineering. В 2005 году был представлен первый шагающий андроид Albert HUBO, разработанный Хэнсоном совместно с Корейским институтом передовых технологий. Компания Hanson Robotics была основана в 2007 году в Далласе. В 2010 году был создан интерактивный гуманоидный робот BINA48, выпущенный совместно с компанией американки Мартины Ротблатт. В 2013 году Хэнсон заручился поддержкой партнёра — американского предпринимателя Чон Ли — и переехал в Гонконг.
В 2015 году был закончен робот Han, распознающий по лицам и речи людей их эмоции, пол и возраст. В 2016 году публике был представлен социальный человекообразный робот Sophia, разработанный под руководством Бена Герцеля.
В начале 2017 года покупателям был презентован первый мобильный потребительский робот Professor Einstein, предназначенный для обучения детей. В 2021 году компания начала серийное производство роботов Grace, предназначенных для использования в секторе здравоохранения и медицины, а также в содружестве с компанией Immervision Inc. приступила к работе над новым андроидом JOYCE, обладающим компьютерным зрением.

## Продукция
Андроиды Hanson Robotics производятся как для потребителей, так и для корпоративных клиентов, работающих в сфере образования, развлечений, услуг, медицины и научных исследований. Они применяются в офисах, торговых центрах, гостиницах, тематических парках развлечений, больницах и школах для детей с особыми потребностями, а также для приватного обучения детей и подростков. Роботы компании имеют эластомерную кожу под запатентованным брендом Frubber.
Среди самых известных роботов компании — Albert HUBO (первый ходячий робот с человекоподобным выражением лица Альберта Эйнштейна), BINA48 (интерактивный гуманоидный робот-бюст с функциями виртуального собеседника) и Sophia (человекообразный робот, первым в мире получивший гражданство).

## Акционеры
Контрольный пакет акций Hanson Robotics принадлежит основателю компании Дэвиду Хэнсону. Венчурным инвестором Hanson Robotics является развлекательный гигант The Walt Disney Company.

## Критика
Некоторые учёные в сфере искусственного интеллекта критиковали роботов Hanson Robotics как недостаточно умных и самостоятельных, в которых упор сделан не на программное обеспечение и мыслительные способности, а на внешние данные. После того, как София получила гражданство Саудовской Аравии, эта инициатива подверглась резкой критике, так как сотни тысяч людей, работающих в стране годами, не имеют возможности легализировать своё пребывание в королевстве.